# Chrétiens-démocrates slovènes
Pour les articles homonymes, voir Chrétiens-démocrates.
Les Chrétiens-démocrates slovènes (en slovène : Slovenski krščanski demokrati) (SKD) constituent un ancien parti politique slovène fondé en 1989. Il fusionne en 2000 avec le Parti populaire slovène (en slovène : Slovenska ljudska stranka) (SLS) pour former le parti SLS+SKD.
Le président du SKD est Lojze Peterle.